# Gaston Adriaenssens
Henricus Josephus Ludovicus Gaston Adriaenssens (Wommelgem, 22 maart 1902 - Mortsel, 17 mei 1979) was een Belgisch politicus voor de CVP. Hij was burgemeester van Edegem.

## Levensloop
Adriaenssens studeerde rechten en notariaat aan de Rijksuniversiteit te Gent. Daar was hij in 1927 medeoprichter van de 'Waassche Hoogstudentenclub van Gent'. Daarvoor studeerde hij aan de Franstalige Leuvense universiteit.
Op 21 december 1936 werd hij notaris te Edegem. Bij de lokale verkiezingen van 1946 werd hij verkozen op de CVP-kieslijst en vervolgens aangesteld tot burgemeester. In deze hoedanigheid volgde hij Willem Arts op. Adriaenssens bleef burgemeester tot 1964. Hij werd in deze functie opgevolgd door partijgenoot Leo Tindemans.